# M/S Ocean Nova
M/S Ocean Nova er navnet på et skib bygget i 1992 som nybygning nr. 157 af Ørskov Christensens Staalskibsværft A/S, Frederikshavn.
M/S Ocean Nova hed tidligere Sarpik Ittuk og bygget til passagertrafik langs Vestgrønland. Skibet er udstyret med isforstærket dobbeltskrog og en midtsiddende stålskrue. 
Skibet blev i 2006 ombygget til krydstogtssejlads. På mange måder samme konstruktion som M/S Hans Hedtoft. Skibet ejes i dag af Albatros Travels som specielt bruger skibet til krydstogter i Grønland, de norske fjorde, Canada og til Danmarks indre farvande.
Skibet er af Det Norske Veritas klassificeret til sejlads i isfyldte farvande. Det har en længde på 73 meter og bredde på 11 meter, med en motor på 2.000 hestekræfter kan det skyde en servicefart på 11 knob.
Der er 43 store udvendige kahytter, med eget bad og toilet. Restauranten har plads til 90 passagerer, og skibet medfører 4 Zodiacflåder, der benyttes til landgange, som f.eks i august 2010 på Hans Ø.

## Historie
- 1992 Indsat i passagertrafik i Vestgrønland
- 2006 Solgt til Nova Cruising Ltd, Nassau, Bahama
- 2007 Omdøbt den 05-08 til OCEAN NOVA.
- 2009 Grundstødte 18-02 i Antarktis, efter motorproblemer. Alle passagere blev evakueret og skibet ankom 04-04 til dokning i Helsingborg. Solgt til Albatros Travels

## Ekstern henvisning og kilde
- Ocean Novia Arkiveret 5. februar 2016 hos  Wayback Machine